# Popotohuilco
Popotohuilco är en ort i Mexiko.   Den ligger i kommunen Zacatlán och delstaten Puebla, i den sydöstra delen av landet, 140 km öster om huvudstaden Mexico City. Popotohuilco ligger 2 275 meter över havet och antalet invånare är 126.
Terrängen runt Popotohuilco är kuperad åt sydväst, men åt nordost är den bergig. Runt Popotohuilco är det ganska tätbefolkat, med 149 invånare per kvadratkilometer. Närmaste större samhälle är Zacatlán, 9,2 km nordväst om Popotohuilco. I omgivningarna runt Popotohuilco växer i huvudsak blandskog.